# Новинка (Алёховщинское сельское поселение)
Новинка — деревня в Алёховщинском сельском поселении Лодейнопольского района Ленинградской области.

## История
Деревня Новинка упоминается на карте Санкт-Петербургской губернии Ф. Ф. Шуберта 1834 года.

НОВИНКА — деревня принадлежит генерал-майору Корсакову, число жителей по ревизии: 22 м. п., 21 ж. п. (1838 год)

НОВИНКА — деревня генерал-лейтенанта Корсакова и Лукашевой, по просёлочной дороге, число дворов — 7, число душ — 13 м. п. (1856 год)

НОВИНКА — деревня владельческая при реке Ояте, число дворов — 8, число жителей: 32 м. п., 29 ж. п. (1862 год)

Согласно материалам по статистике народного хозяйства Новоладожского уезда 1891 года имение при селении Новинки площадью 320 десятин принадлежало дворянам А. А., К. И., Е. Н. и С. Ф. Корсаковым, имение было приобретено до 1868 года.
В конце XIX — начале XX века деревня административно относилась к Суббочинской волости 3-го стана Новоладожского уезда Санкт-Петербургской губернии.
По данным «Памятной книжки Санкт-Петербургской губернии» за 1905 год деревня Новинка входила в Новинское сельское общество.
Согласно карте Ленинградской области Северо-западного аэрогеодезического треста ГГУ издания 1932 года деревня насчитывала 11 крестьянских дворов.
По данным 1933 года деревня Новинка являлась административным центром Новинского сельсовета Оятского района, в который входили 6 населённых пунктов: деревни Вачукинцы, Верхние Суббочиницы, Кидебра, Нижние Суббочиницы, Новинка, Пальгино, общей численностью населения 650 человек.
По данным 1936 года в состав Новинского сельсовета входили 6 населённых пунктов, 111 хозяйств и 5 колхозов.

Деревня Новинка на карте РККА 1940 года

По данным 1966 года деревня Новинка входила в состав Яровщинского сельсовета.
По данным 1973 и 1990 годов деревня Новинка входила в состав Алёховщинского сельсовета.
В 1997 году в деревне Новинка Алёховщинской волости проживали 4 человека, в 2002 году — 3 человека (все русские).
В 2007 году в деревне Новинка Алёховщинского СП также проживали 4 человека, в 2010 году — 7, в 2014 году — 3 человека.

## География
Деревня расположена в центральной части района на левом берегу реки Оять на автодороге 41К-016 (Станция Оять — Плотично).
Расстояние до административного центра поселения — 13 км.
Расстояние до ближайшей железнодорожной станции Оять-Волховстроевский — 19 км.

## Демография
| 1838 | 1862 | 1997 | 2007 | 2010 | 2014 | 2015 |
| ---- | ---- | ---- | ---- | ---- | ---- | ---- |
| 43   | ↗61  | ↘4   | →4   | ↗7   | ↘3   | →3   |
| 2016 | 2017 |      |      |      |      |      |
| →3   | →3   |      |      |      |      |      |

### Национальный состав
Согласно данным Всероссийской переписи населения 2021 года в деревне проживали 5 человек, из них: русские — 2, остальные национальность не указали.

## Инфраструктура
На 1 января 2014 года в деревне было зарегистрировано: хозяйств — 3, частных жилых домов — 7
На 1 января 2015 года в деревне зарегистрировано: хозяйств — 3, жителей — 3.

## Садоводства
тер. Вишнёвая Горка, тер. Новинка.